# Bromba i inni
Bromba i inni – zbiór opowiadań dla dzieci, napisany przez Macieja Wojtyszkę, wydany przez Instytut Wydawniczy Nasza Księgarnia w roku 1975. Ilustracje wykonała Grażyna Dłużniewska.
W roku 2003 książka ta została wybrana przez czytelników Gazety Wyborczej jako jedna z pięćdziesięciu tworzących Kanon Książek dla Dzieci i Młodzieży, będący inicjatywą Polskiej Izby Książki, Biblioteki Narodowej oraz kilkudziesięciu wydawców. Jeszcze w tym samym roku pojawiło się nowe, „kanonowe” wydanie, uzupełnione o część Po latach także, w której autor opisuje, jak jego bohaterowie radzili sobie przez ponad ćwierć wieku od pierwszego wydania.

## Postacie
- Pciuch – stworzonko zamieszkujące czas i zgodnie z tradycją pracujące na poczcie; bohaterem opowiadania jest Pciuch dwadzieścia cztery, młody listonosz do Spóźnionych Przesyłek
- Fumy – wielonogie i wielorękie zwierzęta turystyczne, opanowane egoizmem, wygodnictwem i kultem konsumpcji
- Gżdacze – zielone stworki o pomarańczowych skrzydłach, zamieszkujące wszechświat bardzo mały, jednak czasem spotykający się z naszym
- Bromba – nieco większe od wiewiórki stworzonko o różowym futerku, dyplomowana specjalistka od mierzenia i ważenia
- Fikander – długouchy poeta zakochany z wzajemnością w Malwince pracującej jako zegarynka; początki jednak nie były łatwe
- Kajetan Chrumps – detektyw rozpracowujący groźnego przestępcę, kota Makawitego, który w finale przegrywa z Kajetanem pojedynek szachowy i przekonuje się do uczciwego życia (a w późniejszych książkach obaj tworzą detektywistyczny zespół)
- Viceversy dzikie, inaczej: Zwierzęta Odbite, powstają, kiedy naprzeciwko siebie ustawi się dwa lustra
- Psztymucle – należą do zwierzątek automatycznych i zamieszkują auta; bohater opowiadania, Psztymucel Nulek, buntuje się i wędruje w świat bez samochodu
- Glisanda – mieszkają w muzyce; bohaterem opowiadania jest glisando Odiridi Uha portretowany przez malarza Temperę
- Gluś – małe zwierzątko o wielkich marzeniach – chce zostać reżyserem; wreszcie dostaje kamerę i realizuje film, jednak po wywołaniu taśmy okazuje się, że operator nie zdjął kapturka chroniącego obiektyw
- Malwinka – zegarynka, kochająca się w Fikanderze.
- Zwierzątko mojej Mamy – istne ucieleśnienie galimatiasu, długonogie i kudłate, przy którym nigdy niczego nie można być pewnym

W późniejszych książkach pojawiły się kolejne postacie zamieszkujące Naszą Okolicę: Stary Wróbel, Mały Asiak, bibliotekarz Puciek, dzieci Malwinki i Fikandra – Filwinka i Meander, przybysze z daleka – Tarapat i jego synowie oraz ich prześladowca, niebezpieczny przestępca Kameleon Super, i in.

## Inne utwory z udziałem Bromby i innych
Książki
- Trzynaste piórko Eufemii (komiks, 1977, 2007)
- Tajemnica szyfru Marabuta (1978)
- Bromba i inni (po latach także...) (wznowienie Bromby..., poszerzone o dodatkowy rozdział „po latach...” 2003)
- Bromba i filozofia (2004)
- Bromba i psychologia (2007)
- Bromby i Fikandra wieczór autorski (2009)[1]

- Bromba i polityka (2023)[2]

Filmy animowane
- Tajemnica szyfru Marabuta – animowany serial telewizyjny w reż. Macieja Wojtyszki (1976-79)
- Tajemnica szyfru Marabuta – film animowany w reż. Macieja Wojtyszki (1979)

Narratorem w obydwu filmowych wersjach Tajemnicy szyfru Marabuta był Wieńczysław Gliński, który już wcześniej czytał Brombę i innych w telewizyjnych spektaklach dla dzieci.
Od 2007 roku jest organizowany Ogólnopolski Festiwal Twórczości Dziecięcej „BROMBOLANDIA” pod patronatem Macieja Wojtyszki. Co roku młodzież może się wykazać w trzech kategoriach: literaturze, plastyce, teatrze. Organizatorem Festiwalu jest Dom Kultury „Rakowiec” filia Ośrodka Kultury Ochoty w Warszawie.